# 外ヶ濱浪五郎 (1968年生)
外ヶ濱 浪五郎（そとがはま なみごろう、1968年7月8日 - ）は、岩手県二戸市出身で伊勢ノ海部屋に所属した元大相撲力士。本名は欠端 信行（かけはた のぶゆき）。身長182cm、体重130kg。最高位は西幕下10枚目（1990年7月場所）。

## 来歴
1968年、岩手県二戸郡福岡町（現・二戸市）に生まれた。ロッテオリオンズ・横浜大洋ホエールズで投手としてプレーした欠端光則を兄に持つ。
1984年に伊勢ノ海部屋に入門。本名の「欠端」の四股名で同年5月場所に初土俵を踏んだ。当時現役プロ野球選手だった兄・光則の実弟であることから、各スポーツ新聞の星取表の「幕下以下の注目力士」の欄でしばしば「大洋欠端投手の弟」として採り上げられ、注目を集めた。入門から約4年で幕下に昇進し、一時は十両昇進も狙える地位まで番付を上げた事もあったが、故障などから幕下中～下位と三段目上位の往復を続け苦戦するなど、次第に勢いに陰りが出始めた。その間、四股名は「欠端」→「花ノ力」→「欠端」→「外ヶ濱」と改名し、「外ヶ濱」と改名したとき、下の名前も「浪五郎」とした。この「外ヶ濱浪五郎」は江戸時代から存在する伊勢ノ海部屋の伝統的な四股名である。また1994年の兄・光則の現役引退等もあってか、マスコミ・角界関係者・地元後援者等の間での注目や期待の度合も年を追うごとに薄まり、1998年11月場所終了後に引退を表明。そして1999年1月場所を最後に彼の名は番付から消えることとなった。
引退後は、東京都江戸川区内でラーメン店の店長を勤めたが、現在その店舗は既に閉店されている。

## 戦績
- 生涯成績307勝281敗28休（89場所）

### 場所別成績
| | 一月場所 初場所（東京） | 三月場所 春場所（大阪） | 五月場所 夏場所（東京）  | 七月場所 名古屋場所（愛知） | 九月場所 秋場所（東京） | 十一月場所 九州場所（福岡） |
| --- | ----------------------- | ----------------------- | ------------------------ | --------------------------- | ----------------------- | --------------------------- |
| 1984年 （昭和59年） | x                       | x                       | （前相撲）               | 西序ノ口48枚目 6–1          | 西序二段100枚目 3–4     | 東序二段121枚目 5–2         |
| 1985年 （昭和60年） | 東序二段85枚目 5–2      | 西序二段47枚目 2–5      | 西序二段76枚目 4–3       | 西序二段50枚目 3–4          | 東序二段71枚目 4–3      | 西序二段51枚目 5–2          |
| 1986年 （昭和61年） | 西序二段14枚目 5–2      | 西三段目74枚目 2–5      | 東序二段4枚目 3–4        | 東序二段25枚目 4–3          | 東序二段3枚目 4–3       | 東三段目77枚目 3–4          |
| 1987年 （昭和62年） | 東三段目91枚目 5–2      | 西三段目61枚目 4–3      | 西三段目41枚目 3–4       | 東三段目54枚目 2–5          | 東三段目85枚目 5–2      | 西三段目46枚目 4–3          |
| 1988年 （昭和63年） | 西三段目33枚目 3–4      | 東三段目47枚目 5–2      | 東三段目17枚目 6–1       | 東幕下44枚目 4–3            | 東幕下33枚目 2–5        | 西幕下54枚目 3–4            |
| 1989年 （平成元年） | 西三段目7枚目 6–1       | 東幕下35枚目 3–4        | 西幕下46枚目 4–3         | 東幕下36枚目 1–6            | 東三段目5枚目 5–2       | 西幕下39枚目 4–3            |
| 1990年 （平成2年） | 西幕下31枚目 4–3        | 東幕下23枚目 4–3        | 西幕下14枚目 4–3         | 西幕下10枚目 2–5            | 西幕下24枚目 3–4        | 西幕下29枚目 0–7            |
| 1991年 （平成3年） | 東三段目4枚目 3–4       | 西三段目18枚目 5–2      | 東幕下53枚目 3–4         | 東三段目7枚目 4–3           | 西幕下52枚目 4–3        | 西幕下38枚目 5–2            |
| 1992年 （平成4年） | 西幕下25枚目 2–3–2      | 東幕下44枚目 5–2        | 東幕下27枚目 3–4         | 東幕下35枚目 3–4            | 西幕下44枚目 4–3        | 西幕下32枚目 4–3            |
| 1993年 （平成5年） | 西幕下25枚目 2–5        | 西幕下39枚目 6–1        | 東幕下18枚目 3–4         | 西幕下23枚目 3–4            | 西幕下30枚目 2–5        | 西幕下47枚目 6–1            |
| 1994年 （平成6年） | 東幕下22枚目 0–3–4      | 東幕下57枚目 休場 0–0–7 | 東幕下57枚目 5–2         | 東幕下41枚目 4–3            | 西幕下31枚目 3–4        | 西幕下43枚目 3–4            |
| 1995年 （平成7年） | 西幕下54枚目 4–3        | 西幕下44枚目 2–4–1      | 西三段目3枚目 休場 0–0–7 | 西三段目3枚目 4–3           | 東幕下53枚目 3–4        | 西三段目5枚目 3–4           |
| 1996年 （平成8年） | 西三段目21枚目 3–4      | 東三段目37枚目 5–2      | 西三段目11枚目 5–2       | 西幕下50枚目 4–3            | 東幕下39枚目 2–5        | 西幕下58枚目 5–2            |
| 1997年 （平成9年） | 東幕下34枚目 4–3        | 東幕下25枚目 3–4        | 東幕下33枚目 3–4         | 東幕下42枚目 4–3            | 東幕下33枚目 3–4        | 東幕下43枚目 1–6            |
| 1998年 （平成10年） | 東三段目11枚目 5–2      | 西幕下50枚目 3–4        | 西三段目5枚目 5–2        | 西幕下45枚目 5–2            | 東幕下29枚目 4–3        | 東幕下22枚目 1–6            |
| 1999年 （平成11年） | 西幕下44枚目 引退 0–0–7 | x                       | x                        | x                           | x                       | x                           |
| 各欄の数字は、「勝ち-負け-休場」を示す。 優勝 引退 休場 十両 幕下 三賞：敢=敢闘賞、殊=殊勲賞、技=技能賞 その他：★=金星 番付階級：幕内 - 十両 - 幕下 - 三段目 - 序二段 - 序ノ口 幕内序列：横綱 - 大関 - 関脇 - 小結 - 前頭（「#数字」は各位内の序列） |                         |                         |                          |                             |                         |                             |

## 略歴
- 1984年5月場所 初土俵
- 1984年7月場所 序ノ口初昇進
- 1984年9月場所 序二段初昇進
- 1986年3月場所 三段目初昇進
- 1988年7月場所 幕下初昇進
- 1990年7月場所 自己最高位の幕下10枚目
- 1999年1月場所 引退

## 改名歴
- 欠端 信行（かけはた のぶゆき）1984年5月場所～1990年9月場所
- 花ノ力 信行（はなのりき のぶゆき）1990年11月場所～1991年7月場所
- 欠端 信行（かけはた のぶゆき）1991年9月場所～1994年3月場所
- 外ヶ濱 浪五郎（そとがはま なみごろう）1994年5月場所～1999年1月場所